# U.S. Route 202
La U.S. Route 202 (US 202) est une US Route auxiliaire de la US 2. Elle suit un alignement du sud-ouest au nord-est en reliant le Delaware au Maine. Elle passe aussi par la Pennsylvanie, le New Jersey, l'État de New York, le Connecticut, le Massachusetts et le New Hampshire. La US 202 ne rencontre pas directement la US 2. Elle prend fin à la jonction de l'I-395 et de la SR 15. Cette intersection est près de la US 2 cependant.
Cette route est beaucoup plus longue que le segment est de la US 2 (bien qu'elle est plus courte que les deux segments réunis de la US 2), faisant de la US 202 l'une des quelques routes auxiliaires plus longues que leur route-mère.

## Description du tracé
|       | mi     | km       |
| ----- | ------ | -------- |
| DE    | 13,06  | 21,02    |
| PA    | 59,00  | 94,96    |
| NJ    | 80,31  | 129,25   |
| NY    | 55,57  | 89,43    |
| CT    | 75,14  | 120,93   |
| MA    | 79,60  | 128,10   |
| NH    | 95,27  | 153,32   |
| ME    | 170,30 | 274,10   |
| Total | 628,25 | 1 011,07 |

### Delaware
La US 202 débute à un échangeur avec la US 13 / US 40 au sud de Wilmington. Elle se dirige vers le nord comme prolongement de la Route 141 et rejoint l'I-95 pour traverser Wilmington. Au nord de la ville, elle quitte l'autoroute et se dirige vers le nord. Elle atteint la frontière de la Pennsylvanie au nord de Talleyville.

### Pennsylvanie
La route entre en Pennsylvanie à Elim et se dirige vers le nord. Elle passe par West Chester et Exton, où elle bifurque vers l'est. Elle se trouve parallèle à la US 30, au sud, et à l'I-76, au nord. À King of Prussia, elle prend un alignement vers le nord-est et passe par Norristown, Montgomeryville, Doylestown, Buckingham et New Hope, où elle atteint la frontière du New Jersey marquée par le fleuve Delaware.

### New Jersey
La US 202 entre au New Jersey à Lambertville et continue son trajet vers le nord-est. Elle passe par Flemington et Somerville, où elle rencontre la US 206. Les routes forment un multiplex vers le nord jusqu'à Far Hills, en longeant l'I-287. Après que les routes se soient séparées, la US 202 continue de suivre l'I-287 en passant par Bernardsville, Morristown, Parsippany, Boonton, Wayne et Oakland. Elle atteint la frontière de l'État de New York à Mahwah.

### New York
La US 202 entre dans l'État de New York à Suffern. Elle passe par Montebello, Pomona et Haverstraw, où elle rencontre la US 9W. Les routes forment un multiplex le long du fleuve Hudson vers le nord jusqu'au sud de Fort Montgomery. Là, la US 202 rejoint la US 6 pour traverser le fleuve. Le multiplex prend fin à Peekskill et la US 202 continue son trajet vers l'est. Elle passe par Crompond, Amawalk, Lincolndale et Croton Falls. À partir de là, elle longe l'I-684 jusqu'à Brewster et y retrouve la US 6. Les routes longent ensuite l'I-84 jusqu'à la frontière du Connecticut.

### Connecticut
La US 6 / US 202 entre au Connecticut à Danbury et y rejoint l'I-84 / US 7. Le multiplex prend fin au nord-est de Danbury alors que la US 202 longe la US 7 vers le nord. Entre Brookfield et New Milford, la US 7 et la US 202 forment un multiplex. Lorsque les routes se séparent, la US 202 continue vers le nord-est et passe par New Preston, Litchfield, Torrington, Canton et Avon, où elle bifurque vers le nord jusqu'à la frontière du Massachusetts en passant par Simsbury et Granby.

### Massachusetts
La route entre dans l'état près de Southwick et se dirige vers le nord. À Westfield, elle bifurque vers l'est pour atteindre Holyoke, Granby et Belchertown, où elle prend la direction nord. Elle traverse une forêt jusqu'à Athol. Elle passe ensuite par Baldwinsville et Winchendon avant d'atteindre la frontière du New Hampshire.

### New Hampshire
La route entre au New Hampshire au sud de Jaffrey et prend la direction du nord. Outre Jaffrey, elle passe par Peterborough, Antrim, Hillsborough, Henniker et Concord, Là, elle rejoint l'I-393 et forme un multiplex avec celle-ci jusqu'à la fin de l'autoroute à l'est de la ville. Elle se dirige vers le sud-est jusqu'à Northwood puis vers le nord-est jusqu'à Rochester. C'est dans cette ville qu'elle atteint la frontière du Maine.

### Maine
La US 202 entre au Maine près de Rochester, NH et se dirige vers le nord-est. Elle passe par Sanford, Gorham, Gray, Lewiston, Winthrop et Augusta. À Augusta, elle forme un court multiplex avec la US 201 et reprend son alignement vers le nord-est. Elle offre une alternative à l'I-95 dans la région. Elle passe par Unity et Hampden avant d'atteindre Bangor, où elle prend fin à la jonction avec l'I-395, tout près de la US 2.

## Intersections majeures
Delaware
 US 13 / US 40 / DE 141 à Wilmington Manor
 I-95 / I-295 à Newport. L'I-95 / US 202 forment un multiplex jusqu'à Wilmington.
 I-495 à Newport
Pennsylvanie
 US 1 / US 322 à Chadds Ford Township. La US 202 / US 322 forment un multiplex jusqu'à West Goshen Township.
 US 30 à East Whiteland Township
 US 422 à Tredyffrin Township
 I-76 à Upper Merion Township
New Jersey
 US 206 à Raritan. Les routes forment un multiplex jusqu'à Far Hills.
 US 22 à Somerville
 I-287 à Brigdewater
 I-287 près de Far Hills
 I-80 à Parsippany-Troy-Hills
 US 46 à Parsippany-Troy-Hills
 I-287 à Parsippany-Troy-Hills
 I-287 à Boonton
 I-287 à Montville
 I-287 à Oakland
New York
 US 9W à Haverstraw. Les routes forment un multiplex jusqu'à Fort Montgomery.
 US 6 à Fort Montgomery. Les routes forment un multiplex jusqu'à Peekskill.
 US 9 à Peekskill. Les routes forment un multiplex dans la ville.
 US 6 à Brewster. Les routes forment un multiplex jusqu'à Danbury, CT.
Connecticut
 I-84 / US 7 à Danbury. Les routes forment un multiplex dans la ville.
 US 7 à Brookfield
 US 7 à Brookfield. Les routes forment un multiplex jusqu'à New Milford.
 US 44 à Canton. Les routes forment un multiplex jusqu'à Avon.
Massachusetts
 US 20 à Westfield. Les routes forment un multiplex dans la ville.
 I-90 à Westfield
 I-91 à Holyoke
 US 5 à Holyoke
New Hampshire
 I-89 à Hopkinton
 US 3 à Concord. Les routes forment un multiplex dans la ville.
 I-93 / I-393 / US 4 à Concord. L'I-393 / US 202 forment un multiplex dans la ville. La US 4 / US 202 forment un multiplex jusqu'à Northwood.
Maine
 US 302 à Windham
 I-95 à Gray
 I-95 à Auburn
 I-95 à Augusta
 US 201 à Augusta. Les routes forment un multiplex dans la ville.
 I-395 à Bangor